# TRINC
株式会社TRINC（トリンク、英: TRINC Corporation、旧社名：高柳研究所）は、静岡県浜松市中央区大久保町に本社を置く、電子機器を製造・販売する企業。

## 概要
『TRINC』ブランドを展開し、静電気対策装置と静電気応用装置を開発・製造・販売する。同時に静電気・異物対策のコンサルティングを行っている。日本国外専用ブランドとして『LOHEN』（ローエン）を使用する。
1991年、TTT株式会社（ T and Telecom Technology) を設立。創業者は高柳真。FAXや携帯電話などの通信機器の開発を受託。1998年、業容の変遷に応じて社名を高柳研究所（Takayanagi Research Incorporated) に変更。2003年、日本国外への進出に合わせ社名をTRINCに変更。社名の“TRINC”はTakayanagi Research Incorporated の頭文字を用いた造語である。2007年、静電気・ホコリ対策に関する書籍を出版して新しい考え方や手法を紹介し、この分野の革新的指導者として国内外で活躍する。
登録商標に「空間除電器」「無風除電器」「TRINC」など約20件（申請中を含む）がある。特許は日本国内で約100件、日本国外で約40件（いずれも申請中を含む）。

## 沿革
- 1991年 
  - TTT株式会社設立
  - FAX用メカユニット開発。
- 1993年 - 携帯FAX・家庭用FAXの開発。
- 1994年 
  - FAXメカユニット特許取得（米・独・英他）。
  - 静岡県知事より「優秀発明者」褒賞を受ける。
- 1995年 - 簡易携帯電話PHSの開発。
- 1996年 
  - ページャ開発・プリンター開発。
  - CCDスキャナーユニット開発。
- 1997年 - 電気自動車用部品開発。
- 1998年 
  - 静電気除去装置（除電器）開発。
    - 社名を「株式会社高柳研究所」とする。
    - TRINCブランド設定。
- 1999年
  - デスクトップ除電器開発。
- 2000年 
  - ガンタイプ除電器開発。
  - バータイプ除電器開発。
  - ウェアラブル コンパクト イオナイザ開発。
  - 除電器の新ジャンル：空間除電器を開発。
- 2001年 - テープ状除電器開発。
- 2002年 - クリーンベンチ用最適化除電システム開発。
- 2003年  
  - Body Shop用空間除電器開発。
    - 社名を「株式会社TRINC」とする。
- 2004年
  - トヨタ自動車（株）と防爆型除電器を共同開発。
  - 除電器で米国、EU、韓国、台湾、中国の特許取得。
  - 防爆型除電器検定取得。
  - 新社屋へ移転。
- 2005年 - ニューベンチャービジネス協議会より「アントレプレナー優秀賞」受賞
- 2006年 - 経済産業省中小企業庁により第一回「日本の明日を支える『元気なモノ作り中小企業300社』」に選定される。
- 2007年 - 書籍『静電気・ホコリ〔ゼロ〕革命』 高柳真著 （ダイヤモンド社） 上梓
- 2008年 
  - （株） TRINC 東京支店を設立
  - （株） TRINCホールディングス、（株） TRINCコンサルティング、（株） TRINCサービスを設立し、新体制に移行。
- 2009年 - 書籍「Supplier to world wide Toyota factories: MADE IN JAPAN」：高柳真著（WingSpan Press社）上梓
- 2010年
  - 中国にTRINC中国CSセンター開設
  - 中小企業基盤整備機構より「JVA（日本ベンチャーアワード）」受賞
- 2011年
  - 書籍「科学でひもとく たのしい静電気」 高柳真著（日刊工業新聞社）上梓
  - 浜松市より代表取締役高柳真が「第1回浜松ものづくりマイスター」に認定される。
  - 中国に上海事務所開設
  - 書籍「今日からモノ知りシリーズ：トコトンやさしい『静電気の本』」 高柳真監修（日刊工業新聞社）上梓

## 主な製品
- 空間トリンク
  - 空間トリンク：TAS-811SFS-XXXX
  - 空間トリンク（高精度）：TAS-821SFS-XXXX
  - 防爆認定空間トリンク：TAS-80SFS-1510W-EPA
  - 耐熱空間トリンク：TAS-804SFS-XXXX
- スマートトリンク
  - スマートトリンク（スタンドアロン）：TAS-812SMT
  - スマートトリンク（壁掛けモデル）：TAS-812SMTW
- バートリンク
  - バートリンク（超高精度・高信頼性型）：TAS-32BA-XXXX-Y-Z-AA
  - バートリンク（高精度・強力型）：TAS-321BAM-XXXX
  - バートリンク（強力型）：TAS-311BAM-XXXX
  - バートリンク（ワイド型）：TAS-312BAMW-XXXX
  - テープトリンク：TAS-280TAPE－XXXX
  - 防爆認定バートリンク：TAS-30BAM-1510-EPA
  - 耐熱バートリンク（高温型200℃）：TAS-306BA-HT200-XXXX
- デスクトップトリンク
  - イオンバランサー（高精度）：TAS-181ION BALANCER
  - イオンバランサーC：TAS-182ION BALANCER-C
  - イオンバランサーNWM：TAS-182NWM
  - イオンバランサーCC（環境対応型）：TAS-184ION BALANCER-CC
- ガントリンク
  - ガントリンク：TAS-21GC
  - ガントリンク（フラットノズル付きモデル）：TAS-21GC-FN
  - ガントリンク バッテリー式：TAS-21GCB
  - ガントリンク バッテリー式（フラットノズル付きモデル）：TAS-21GCB-FN
  - 防爆認定ガントリンク：TAS-20GL-EPA
- スポットトリンク
  - 無漏電スポットトリンク：TAS-112SPOT
  - スポットトリンク：TAS-117SPOT
  - アジャストホーストリンク：TAS-152ADJ
  - マイクロトリンク：TAS-110MICRO-N/W
  - 防爆認定スポットトリンク：TAS-20GL-EPA２
- 捕塵装置
  - ダストラップネット：TAS-500DTN-XXXX
  - ダストラップフェンス：TAS-502DTF-XXXX
  - ダストラップマイクロ：TAS-600DTM
- 無線アーストリンク
  - ウェアラブルトリンクウェスト：TAS-10WC-W
  - ウェアラブルトリンク：:TAS-10WC
  - AGVトリンク：TAS-290AGV-12/24
- 特殊トリンク
  - ボディーショップトリンク：TAS-360BODY SHOP
  - クリーン倉庫トリンク：TAS-380SDC-1510
  - 除電棚台車トリンク：TAS-201WAGON SET-4
  - 棚台車トリンク：TAS-200WAGON-4
  - モールドトリンク
TAS-307MOLD-XXXX（1連）
TAS-308MOLD-XXXX（2連）
TAS-309MOLD-XXXX（3連）
TAS-310MOLD-XXXX（4連）
  - シート・ペーパーフィーダートリンク：TAS-282SPF‐XXXX
  - ワイヤクリーナートリンク：TAS-642 WIRE
  - パーツフィーダートリンク（高精度型）：TAS-124 PFA
  - パーツフィーダートリンク（強力型）：TAS-125 PFI
  - ペレットトリンク：TAS-285 PEL-XXX
- その他：オリジナルトリンク 多数
- クリーンベンチ関連
  - クリーンベンチトリンク（高精度型）：TAS-701CBA-490/790
  - クリーンベンチトリンク（強力型）：TAS-702CBI-530/950
  - クリーンデスクトップトリンク
  - TAS-615 CDT-HP4040
  - TAS-616 CDT-MP4040
  - TAS-617 CDT-PP4040
  - エアブローデスクトップトリンク
  - TAS-621 ADT-HP4040
  - TAS-622 ADT-MP4040
  - TAS-623 ADT-PP4040
- 除塵装置
  - バキュームクリーナートリンク
TAS-480 VCB(柔ブラシ)
TAS-481 VCB(中ブラシ)
TAS-482 VCB(剛ブラシ)
  - バキュームクリーナートリンク：TAS-491VC-BATバッテリー式（中ブラシ）
  - バキュームクリーナートリンク ペン：TAS-492VC-PEN
  - 粘着トリンク：TAS-610NR
  - ルームレス・イオン・エアシャワー：TAS-450IAS
  - エアシャワートリンク：TAS-331AIR SHOWER XXXX-W
  - ルームレス・イオン・エアシャワー：TAS-450IAS
- 周辺装置
  - 静電気監視ロボット：TAS-160 MONS
  - 除電チェッカー：TAS-410IR CHECKER
  - 静電位テスター：TAS-270EG-5 SET
  - イオンチェッカー：IC-02

## 事業所
- 本社 - 〒432-8006 静岡県浜松市中央区大久保町748-37（浜松工業団地内 静電気の故郷【ふるさと】）
- 上海事務所 - 〒200051 中国上海市天山路650号 滄信天山商務中心407室

## 関連会社
- 株式会社TRINCホールディングス
- 株式会社TRINCコンサルティング
- 株式会社TRINCサービス